# Proxima Okiennik

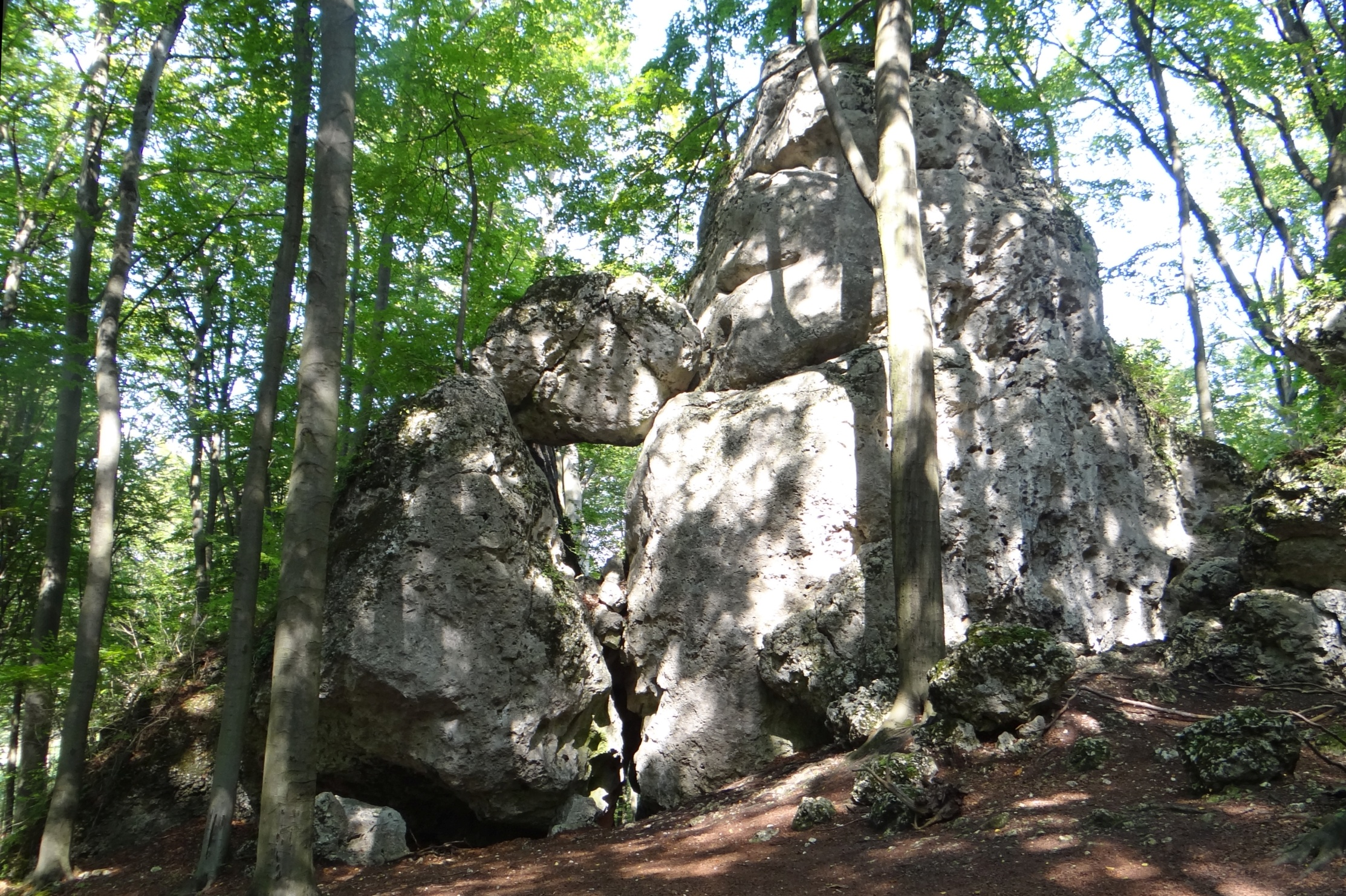

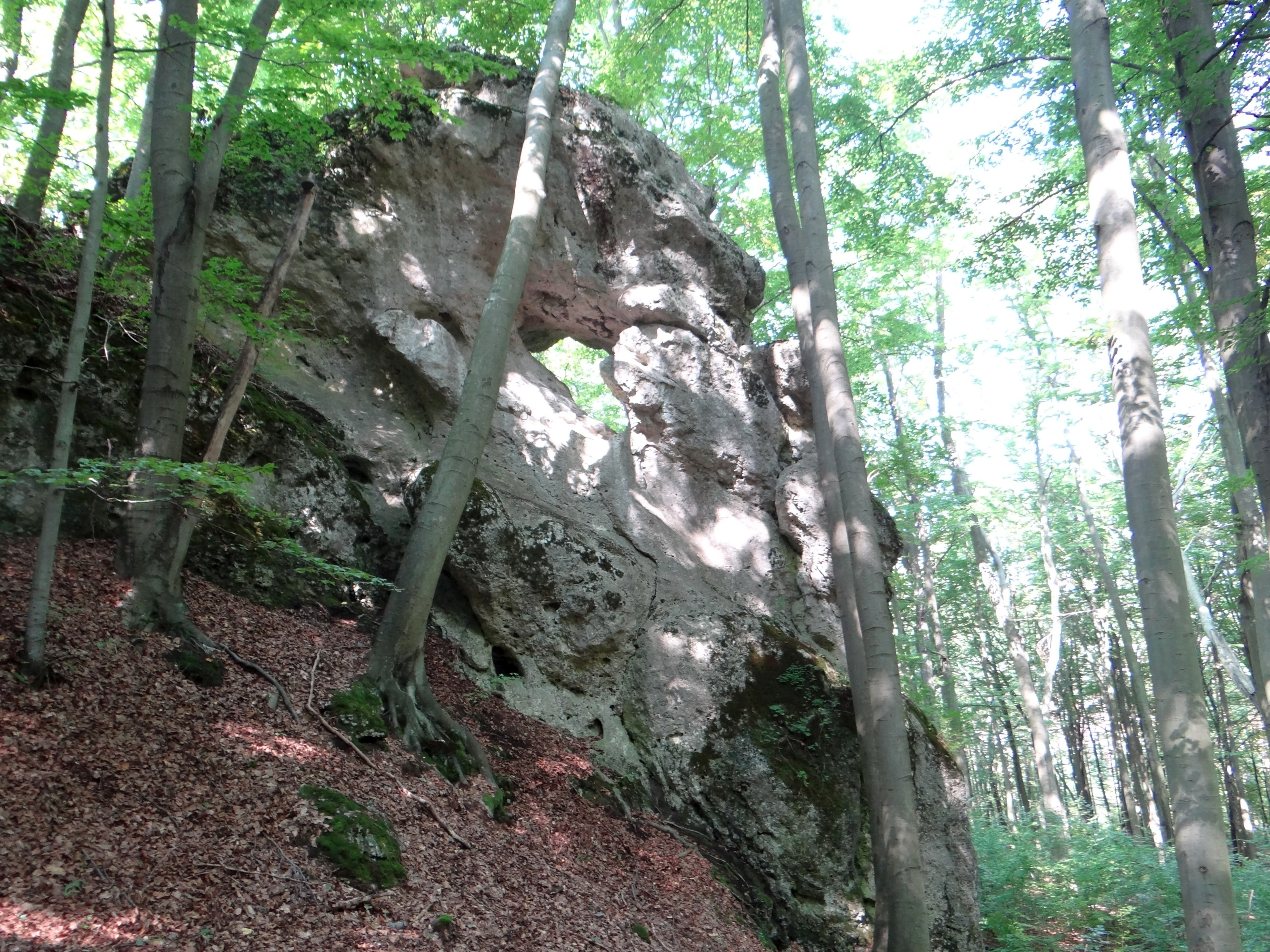

Proxima Okiennik – skała we wsi Siedlec, w województwie śląskim, w powiecie częstochowskim, w gminie Janów. Znajduje się na grzbiecie orograficznie prawego zbocza Doliny Wiercicy między ruinami Zamku Ostrężnik a skrzyżowaniem drogi wojewódzkiej nr 793 z drogą do Suliszowic (bliżej skrzyżowania). Pod względem geograficznym jest to obszar Wyżyny Częstochowskiej.
Proxima Okiennik to jedna z dwóch skał obejmowanych wspólną nazwą Proxima (druga to Proxima Centauri). Jej nazwa pochodzi od trójkątnego okna skalnego (prowadzi przez nie droga wspinaczkowa nr 1). Znajduje się w lesie, ma wysokość 14 m i pionowe ściany. Przez wspinaczy skalnych odkryta została dopiero w 2006 roku. Poprowadzili na niej 11 dróg wspinaczkowych o trudności od VI do VI.1+ w skali Kurtyki. Na 10 zamontowano stałe punkty asekuracyjne: ringi (r) lub spity (s) i stanowiska zjazdowe (st), tylko na jednej wspinaczka tradycyjna (trad). Wśród wspinaczy skalnych skała jest średnio popularna.
1. Burasowe okno; VI+, 4r + st
2. Opieniek; VI.2, 2r + st
3. Potraviny borovicku; VI+, 2r+ st
4. War (wariant); VI+, trad + st
5. Orion; VI.1, 4r + st
6. Kapitan Boszka; VI.1+, 4r + st
7. Morder bulder; VI.2, 3r + st
8. Sputnik; VI.2, 4r + st
9. Gakko; VI.3, 4s + st
10. Cycole macole; VI.1+, 4r + st
11. Kraina baśni; VI, 4r + st[3].